# Écriture mérovingienne
L'écriture mérovingienne, ou minuscule mérovingienne, est une écriture pré-caroline qui était utilisée dans le royaume franc aux VIIe et VIIIe siècles, sous la dynastie des Mérovingiens. Elle est issue des écritures romaines et a connu de nombreuses variations de par la situation géographique du royaume franc et la multiplication des ateliers monastiques et épiscopaux. Elle sera utilisée dans les documents et codex mérovingiens, puis carolingiens, jusqu'aux réformes de Charlemagne à la fin du VIIIe siècle.

## Histoire

### Origines
L'écriture mérovingienne naît dans le contexte d'une Europe en pleine mutation. Après la chute de l'Empire romain en 476, les peuples « barbares » se partagent le monde romain divisé en plusieurs royaumes. Le peuple franc s'empare d'une grande partie de la Gaule sous le règne de Clovis (466-511). À cette époque, la culture gallo-romaine est encore fortement enracinée dans une population imparfaitement christianisée. Lors du siècle suivant, les peuples de Gaule se christianisent de plus en plus sous l'impulsion des rois, mais l'Église dans le royaume n'est pas centralisée, et reste globalement désorganisée.
Entre la fin du Ve et du VIe siècle, l'admiration et l'intérêt pour la vie monastique se généralisent. À l'initiative d'aristocrates, d'évêques, et de rois, les monastères se multiplient dans le royaume Franc. Les monastères, influencés par les différentes règles, comme celles de Saint-Benoît ou de Colomban,, sont des lieux de vie spirituelle, mais aussi littéraire, où les moines s'adonnent à la lecture et à la conservation des textes Saints et d’œuvres antiques. Aux VIIe  et  VIIIe siècles, l'apport du monachisme bénédictin anglo-saxon est aussi très important. Il met en valeur une culture religieuse, un savoir et une érudition qui seront importants dans le monde carolingien.
C'est donc dans le contexte d'un royaume chrétien où l'administration est relativement désorganisée, où l'écriture s'est raréfiée, et la vie intellectuelle fortement concentrée dans les monastères, que se développe l'écriture mérovingienne.

### Utilisation
À l'origine la cursive mérovingienne est surtout présente dans les documents officiels, le plus ancien connu datant de 625. L'écriture est une forme de la cursive romaine récente, étroite, verticale et resserrée. Il est aussi intéressant de souligner que jusqu'en 659, seul le papyrus est utilisé pour l’expédition d'actes royaux, et que ce n'est qu'entre 659 et 679 que le parchemin remplace totalement le papyrus. Le papyrus était importé d'Orient et servait de support pour les documents royaux, privés, et cléricaux.
En ce qui concerne l'écriture mérovingienne dans les livres manuscrits, elle varie légèrement de l'écriture documentaire. L'écriture prend une forme plus ferme et régulière, que le paléographe Bernard Bischoff qualifie de semi-cursive, avant de se transformer en minuscule. Les codex sont presque exclusivement transcrits dans les scriptoriums des abbayes ou des cathédrales, et leur utilisation est surtout réservée aux moines et au clergé. Les principaux scriptoriums des abbayes et cathédrales du royaume Franc sont ceux de Luxeuil, de Corbie, de Laon, et en moindre mesure Lyon,, Fleury-sur-Loire et Saint-Martin de Tours. Une grande partie des manuscrits qui ont survécu nous viennent de ces centres religieux. Chacun de ces scriptoriums a par ailleurs développé ses propres variations dans l'écriture. Même si à l'époque mérovingienne la vie intellectuelle n'est pas aussi florissante que sous l'ère carolingienne, de nombreux manuscrits de la fin du VIIe et du VIIIe siècle sont issus de ces abbayes et nous permettent d'étudier les textes et écritures de l'époque. Certains manuscrits mérovingiens sont aussi fameux pour leurs enluminures et leurs décorations notables. Les codex mérovingiens sont surtout des livres religieux, mais il en existe une certaine variété : des ouvrages liturgiques, bibliques, hagiographiques, historiques, etc.

### Évolution
Dans les scriptoriums des chapitres cathédraux et des abbayes, l'écriture n'est pas uniformisée. Il en va souvent de même pour les autres écritures européennes. Dans l'abbaye de Corbie, les paléographes ont recensé cinq grands types d'écritures différentes. C'est probablement dans cette abbaye que l'écriture mérovingienne évolue le plus. C'est donc dans un long processus et dans un but de correction, d'harmonisation et de cohérence que naît à la fin du VIIIe siècle la minuscule caroline. Les théories sur son origine sont nombreuses mais il est probable que l'écriture soit née sous l'impulsion de Charlemagne dans l'école palatine d'Alcuin. Cette écriture, beaucoup plus lisible et uniforme, aurait été inspirée de l'écriture de Corbie, et se serait répandu dans l'empire carolingien au IXe siècle.

## Caractéristiques et variantes

### Caractéristiques
L'écriture mérovingienne comme les autres écritures barbares, autrefois appelées écritures nationales, est issue de l'évolution non uniforme de la cursive récente romaine. Au sein du royaume franc, l'écriture de chancellerie, utilisée dans les documents officiels et privés, se présente plutôt sous la forme de cursives. L'écriture des livres manuscrits dans les monastères prend souvent des formes particulières, utilisant des minuscules mélangées à des lettres capitales ou onciales. Ces deux écritures présentent toutefois de nombreuses similitudes, et avec le temps vont se rapprocher.
De manière générale, l'écriture mérovingienne utilise beaucoup les ligatures, les mots sont souvent pas ou peu séparés, et les abréviations sont rares. Une autre caractéristique importante de l'écriture mérovingienne est sa médiocre qualité du latin. En effet, comme nous le rappelle Bernhard Bischoff, « la langue des textes mérovingiens est connue pour sa grande négligence à l'égard des règles grammaticales ». Pour mieux caractériser ces écritures, il convient de les classer par types. Les principales variantes qui représentent le mieux l'écriture mérovingienne sont celles de Luxeuil, de Laon et de Corbie. Il existe bien évidemment de nombreux scriptoriums dans les chapitres cathédraux et les monastères mérovingiens, mais ici nous parlerons seulement des grands types d'écritures.

### Différents types et variantes

#### Écriture dite de Luxeuil (ou mérovingienne de typea)

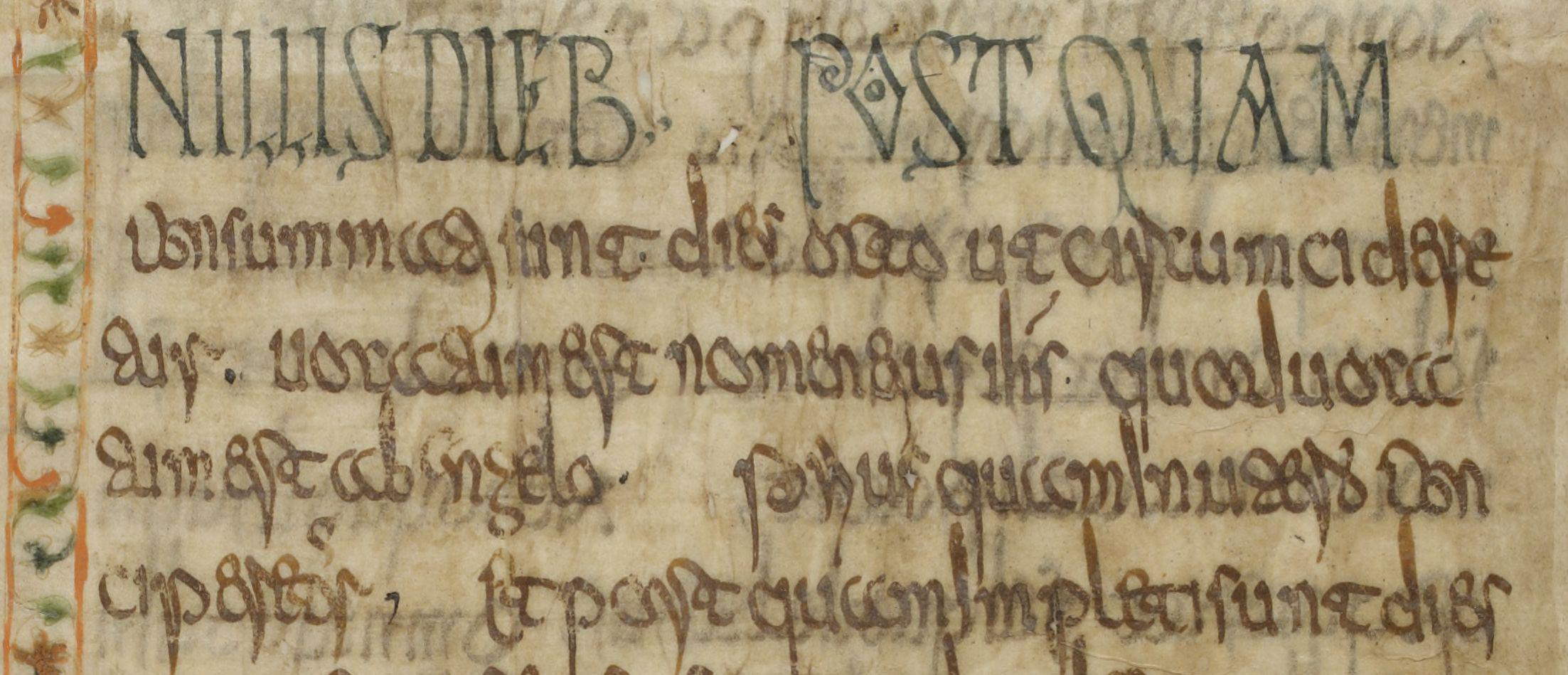
Écriture dite de Luxeuil. Paris, Bibliothèque nationale de France, Manuscrits, Latin 9427, Folio 28v. (Date : vers 700)

Jusqu'en 1944, les érudits pensaient que cette écriture venait de l'abbaye de Luxeuil. Cependant, depuis la découverte de Pierre Salmon, l'origine du principal manuscrit (BnF lat. 9427) qui identifie cette écriture est remise en cause. Une des principales caractéristiques de cette écriture est sa lettre a qui est ouverte et est constituée de deux traits parallèles, un courbé et l'autre brisé. Dans le Lectionnaire dit de Luxeuil, le paléographe Reusens a relevé la rareté des abréviations, l'épaississement des hastes des b, d, h, i, l, un grand nombre de ligatures complexes et des liaisons de certaines lettres. Un autre élément remarquable de cette écriture est celui des ligatures sur les g et t.
L'écriture de Luxeuil daterait de la fin du VIIe siècle, et sera répandue en Francia jusqu'à la seconde moitié du VIIIe siècle.

#### Écriture de Laon (ou mérovingienne de typeaz)

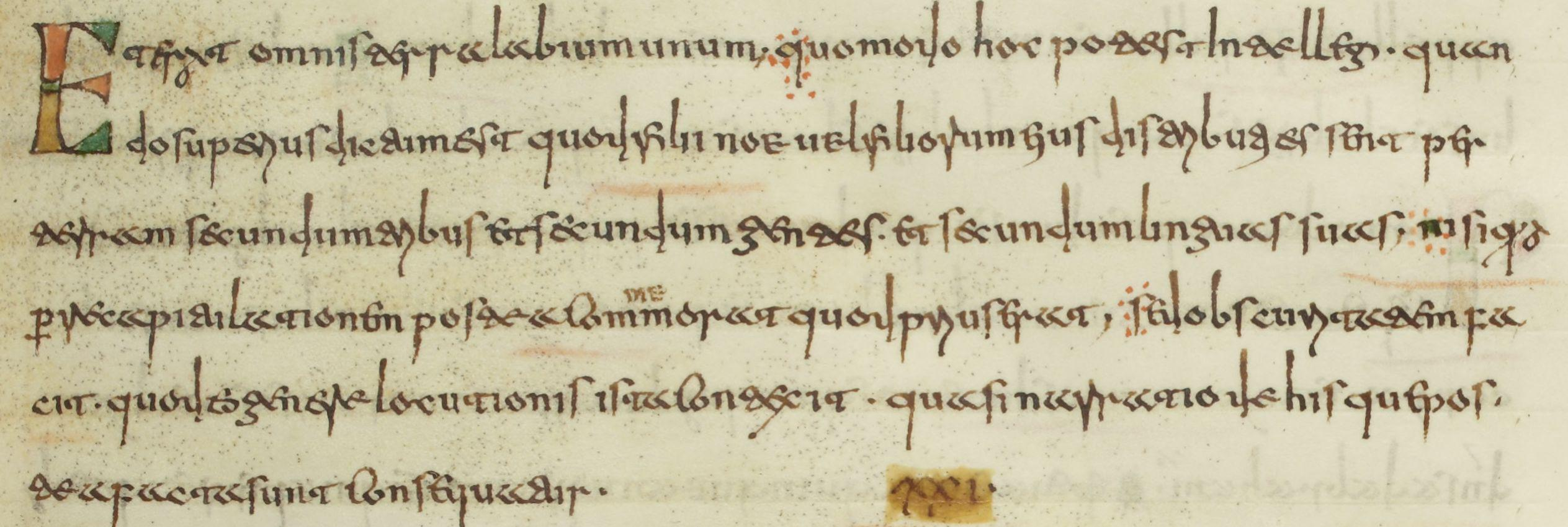
Écriture de Laon. Paris, Bibliothèque nationale de France, Manuscrits, Latin 12168, Folio 4r. (Date : vers 750-770?)

Malgré des ressemblances avec l'écriture de Luxeuil, l'écriture de Laon est visiblement différente. Cette dernière est beaucoup plus horizontale et étalée alors que l'écriture de Luxeuil est plus verticale et comprimée. La brisure du a ouvert est plus forte, et la lettre z est constituée d'une longue pointe inclinée vers la droite et munie de deux crochets à sa base. Ces caractéristiques sont particulièrement remarquables dans les manuscrits Laon, Bibliothèque municipale, ms. 137 et Paris, BnF, ms. Lat. 12168 qui datent du VIIIe siècle.

#### Écritures de Corbie (ou mérovingiennes de typeb,ab,e-N-a,LeutchariusetMaurdramnus)

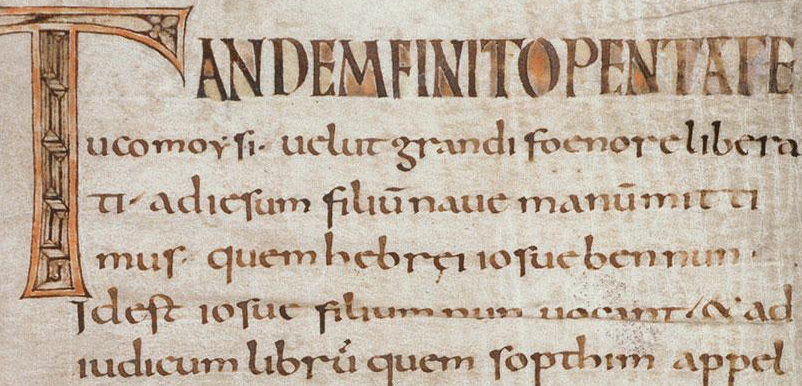
Écriture de Maurdramnus (Corbie). Amiens, Bibliothèque municipale, Manuscrit 7, Folio 1v. (Date : 771-783)

Il s'agit là de l'écriture la plus complexe à analyser et à classer, car le scriptorium de l'abbaye de Corbie a produit une grande variété de type d'écritures et un grand nombre de manuscrits. L'évolution de la semi-cursive vers la minuscule caroline, de la fin du VIIe siècle jusqu'aux environ du IXe siècle, passe par une suite embrouillée de styles, possiblement à cause du lien étroit de l'abbaye avec la cour et ses liens dans les réformes pré-carolingiennes. Il en ressort toutefois cinq principaux types. Le type b est le plus ancien, il se caractérise par un type cursif, et une lettre b avec une panse ouverte et un trait horizontal au milieu de la haste (exemples dans le manuscrit Montpellier, Bibliothèque municipale, ms. 3, première moitié du VIIIe siècle). Le type ab est très représentatif de Corbie, avec un a ouvert, un ȩ cédillé qui remplace les ae, ligature ec en forme de e, d semi-oncial ou cursif, originalité de certaines abréviations… Les paléographes ne sont pas d'accord sur les dates exactes de son utilisation, mais ce type est présent dans une quarantaine de manuscrits, et aurait été utilisé dans d'autres scriptoriums. C'est en 1922 que le type e-N-a est découvert par Paul Liebaert. On le rencontre dans une dizaine de manuscrits du VIIIe siècle, et il se caractérise par un n et un e onciaux et un a ouvert. Les deux autres types ne sont pas nommés par des lettres caractéristiques, mais par le nom des abbés qui dirigeaient l'abbaye de Corbie lorsque ces écritures étaient en usage. L'écriture de type Leutcharuis (751-758) est une écriture intermédiaire entre semi-onciale et minuscule, elle se rapproche de la minuscule caroline et les ligatures ont presque disparu. Pour le type Maurdramnus (772-780), plusieurs paléographes la comparent directement à la minuscule caroline, et l'exemple le plus remarquable de cette écriture se trouve dans la Bible en plusieurs volumes de la bibliothèque municipale d'Amiens : ms. 6, 7, 9, 11 et 12.

#### Écriture mérovingienne documentaire

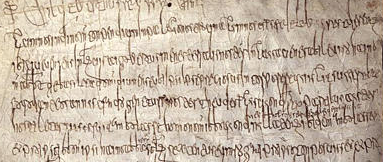
Écriture documentaire. Archives nationales de France, AE/II/20. (Date : 695)

L'écriture documentaire désigne l'écriture utilisée pour tous les documents qui ne sont pas des codex, qu'ils soient officiels ou privés. Avant 659, ils sont surtout écrits sur du papyrus. Sur les diplômes utilisant le papyrus, le sens de l'écriture est parallèle aux grands côtés de la feuille, alors que sur parchemin, elle est parallèle aux petits côtés. En ce qui concerne l'écriture en elle-même, elle est beaucoup plus irrégulière, confuse, elle accumule les ligatures, et la première ligne est allongée dans les diplômes mérovingiens. À partir du milieu du VIIIe siècle, l'écriture documentaire évolue pour devenir plus claire et régulière, mais la transition de cette écriture vers la minuscule caroline dans les chartes sera plus lente que pour les livres.

## Paléographie mérovingienne
Depuis les analyses de Jean Mabillon au XVIIe siècle, de nombreux historiens et paléographes se sont penchés sur l'étude, l'analyse et la classification des écritures pré-carolines. La théorie des écritures « nationales » de Mabillon, selon laquelle les écritures pré-carolines, y compris l'écriture mérovingienne, avaient été inventées par les peuples barbares est aujourd'hui réfutée, en effet toutes ces écritures proviendraient bien de la cursive récente latine. Depuis le XIXe siècle les recherches sont nombreuses sur le sujet et l'information est régulièrement actualisée. En effet, de nouveaux manuscrits sont découverts, les classements évoluent, les analyses critiques se multiplient, et dans de nombreux cas l'origine précise de certaines écritures mérovingiennes demeure inconnue. Effectivement, les obstacles et les difficultés s'accumulent pour tout chercheur qui voudrait identifier la provenance de certains manuscrits, de même que pour l'analyse et la classification des écritures mérovingiennes. Nous devons donc souvent nous appuyer sur les hypothèses de plusieurs historiens et paléographes. Outre les articles spécialisés, certaines monographies nous donnent toutefois un aperçu global sur la paléographie et les écritures du Haut Moyen Âge, comme le livre de Jacques Stiennon qui s’appuie sur un grand nombre d'études pour nous donner une vision complète de l'étude des écritures médiévales.

## Résumé
En résumé, l'écriture mérovingienne est née dans un contexte particulièrement complexe. Les institutions romaines ne sont plus, mais la culture et les traditions sont encore présentes chez les populations de la Gaule. L'écriture est principalement utilisée dans les chancelleries pour les documents et dans les scriptoriums des abbayes ou cathédrales pour les livres. La cursive latine a donc évolué de manière inégale et irrégulière dans le royaume franc. L'écriture mérovingienne n'est pas unique, il en existe de nombreuses variantes. Elles présentent toutefois souvent les mêmes caractéristiques : beaucoup de ligatures, des mots peu séparés, peu d'abréviations et un latin parfois incorrect. C'est dans ce contexte qu'à Corbie la calligraphie évolue le plus jusqu'à ce qu'on puisse y observer une écriture proche de la minuscule caroline. C'est probablement cette écriture qui a inspiré Charlemagne et ses proches dans le cadre des réformes de l'écriture qui amena à l’avènement de la minuscule caroline en Europe pour plusieurs siècles.